# Peponocranium praeceps
Peponocranium praeceps is een spinnensoort in de taxonomische indeling van de hangmatspinnen (Linyphiidae).
Het dier behoort tot het geslacht Peponocranium. De wetenschappelijke naam van de soort werd voor het eerst geldig gepubliceerd in 1943 door František Miller.